# Enchente de maré

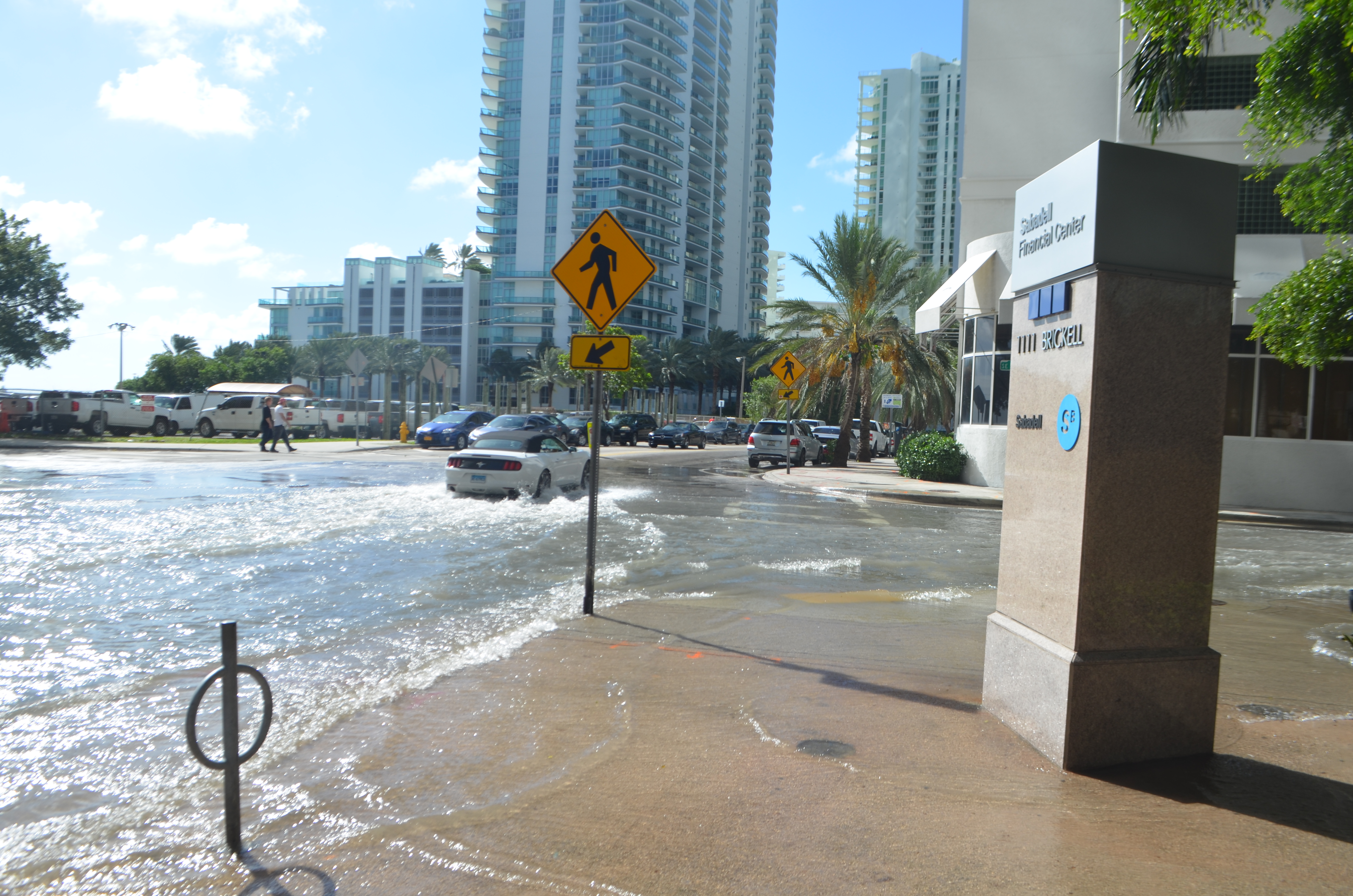
Enchente de maré num dia ensolarado, durante a "maré-rei" em Brickell, Miami, Estados Unidos. Fotografia tirada em 17 de outubro de 2016.

A enchente de maré, também chamada de enchente de dia ensolarado ou enchente incômoda (nuisance flooding) é a inundação temporária de áreas de baixa altitude, principalmente ruas, devido a marés excepcionalmente altas, como as que acontecem durante as luas cheia e nova. As marés mais altas do ano podem ser como "marés-rei" (king tides), com o mês de ocorrência variando de acordo com a localização. Essas inundações tendem a não ser um grande risco à segurança e bens humanos, porém acabam por colocar a infraestrutura litorânea num estresse maior que o normal.
Esse tipo de enchente está se tornando mais comum em cidades e outras áreas costeiras ocupadas à medida que a subida do nível do mar associada com as mudanças climáticas e outros impactos causados por atividades humanas como a erosão costeira e a subsidência da terra aumentam a vulnerabilidade da infraestrutura no local. Regiões com esses problemas podem utilizar da prática de gestão costeira para mitigar os danos em algumas áreas, porém essas inundações ao longo do tempo podem se tornar uma inundação costeira que necessita de uma medida de retirada coordenada ou então práticas de adaptação às mudanças climáticas mais intensas para áreas vulneráveis.